# Овер-сюр-Уаз
Ове́р-сюр-Уа́з (фр. Auvers-sur-Oise) — муніципалітет у Франції, у регіоні Іль-де-Франс, департамент Валь-д'Уаз. Населення — 6763 особи (01.01.2021).
Муніципалітет розташований на відстані близько 27 км на північний захід від Парижа, 9 км на північний схід від Сержі.

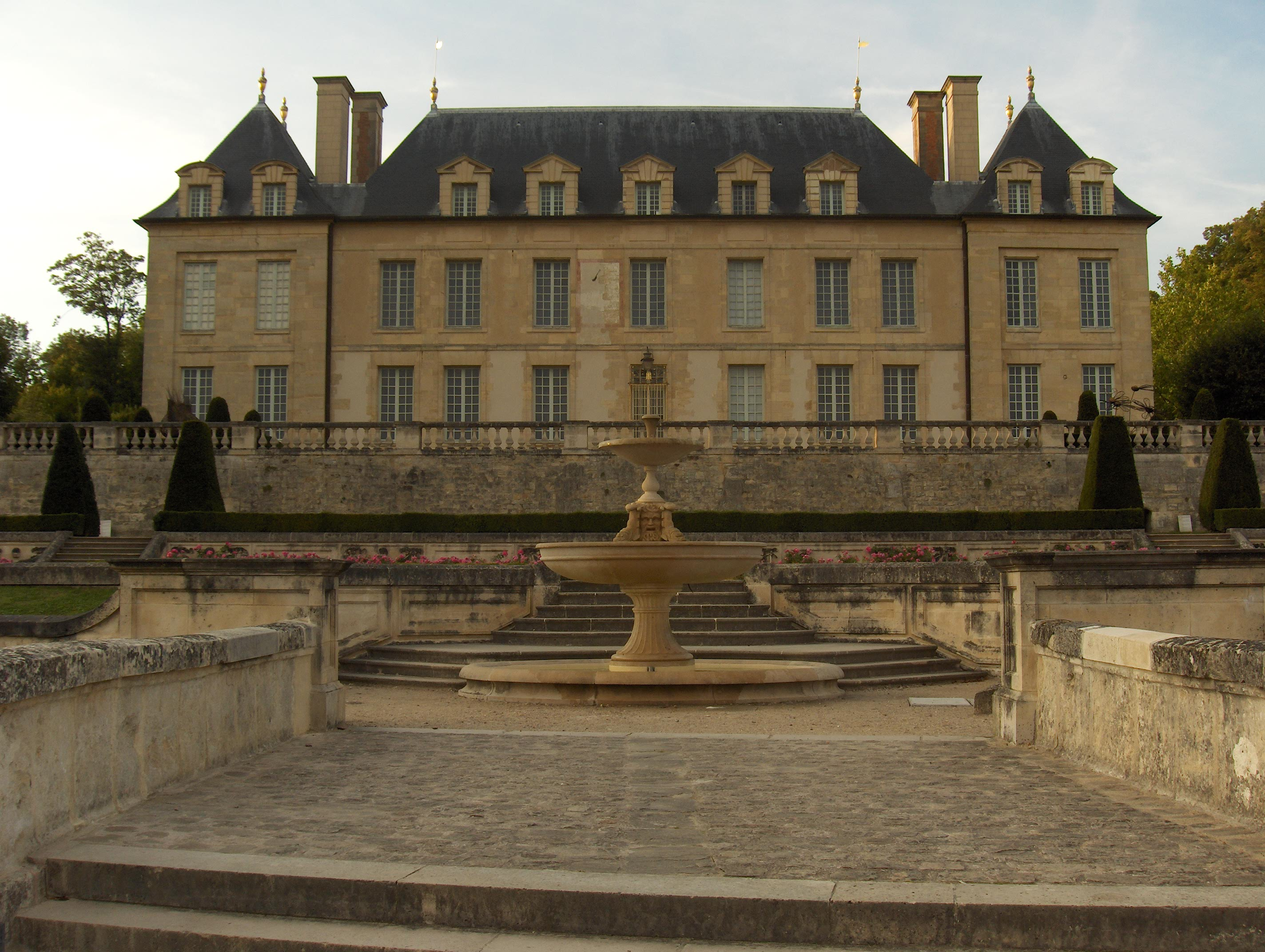

## Демографія
Динаміка населення (Cassini і INSEE ):
Розподіл населення за віком та статтю (2006):
| Стать | Всього | До 15 років | 15-24 | 25-44 | 45-64 | 65-85 | Понад 85 |
| --- | ------ | ----------- | ----- | ----- | ----- | ----- | -------- |
| Чоловіки | 3449   | 672         | 450   | 923   | 1023  | 352   | 29       |
| Жінки | 3531   | 738         | 462   | 978   | 966   | 349   | 38       |
| \| Статево-вікова піраміда \| Статево-вікова піраміда \| Статево-вікова піраміда \| \| ----------------------- \| ----------------------- \| ----------------------- \| \| Чоловіки \| Вік \| Жінки \| \| 29 \| 85 + \| 38 \| \| 8 \| 80-84 \| 66 \| \| 74 \| 75-79 \| 58 \| \| 119 \| 70-74 \| 94 \| \| 151 \| 65-69 \| 131 \| \| 155 \| 60-64 \| 159 \| \| 226 \| 55-59 \| 225 \| \| 314 \| 50-54 \| 239 \| \| 328 \| 45-49 \| 343 \| \| 331 \| 40-44 \| 418 \| \| 236 \| 35-39 \| 262 \| \| 209 \| 30-34 \| 197 \| \| 147 \| 25-29 \| 101 \| \| 200 \| 20-24 \| 192 \| \| 250 \| 15-20 \| 270 \| \| 300 \| 10-14 \| 336 \| \| 198 \| 5-9 \| 216 \| \| 174 \| 0-4 \| 186 \| |        |             |       |       |       |       |          |
| Статево-вікова піраміда |        |             |       |       |       |       |          |
| Чоловіки | Вік    | Жінки       |       |       |       |       |          |
| 29 | 85 +   | 38          |       |       |       |       |          |
| 8 | 80-84  | 66          |       |       |       |       |          |
| 74 | 75-79  | 58          |       |       |       |       |          |
| 119 | 70-74  | 94          |       |       |       |       |          |
| 151 | 65-69  | 131         |       |       |       |       |          |
| 155 | 60-64  | 159         |       |       |       |       |          |
| 226 | 55-59  | 225         |       |       |       |       |          |
| 314 | 50-54  | 239         |       |       |       |       |          |
| 328 | 45-49  | 343         |       |       |       |       |          |
| 331 | 40-44  | 418         |       |       |       |       |          |
| 236 | 35-39  | 262         |       |       |       |       |          |
| 209 | 30-34  | 197         |       |       |       |       |          |
| 147 | 25-29  | 101         |       |       |       |       |          |
| 200 | 20-24  | 192         |       |       |       |       |          |
| 250 | 15-20  | 270         |       |       |       |       |          |
| 300 | 10-14  | 336         |       |       |       |       |          |
| 198 | 5-9    | 216         |       |       |       |       |          |
| 174 | 0-4    | 186         |       |       |       |       |          |

## Економіка
2010 року серед 4644 осіб працездатного віку (15—64 років) 3457 були активними, 1187 — неактивними (показник активності 74,4%, у 1999 році було 73,7%). З 3457 активних мешканців працювало 3250 осіб (1671 чоловік та 1579 жінок), безробітними було 207 (105 чоловіків та 102 жінки). Серед 1187 неактивних 480 осіб було учнями чи студентами, 403 — пенсіонерами, 304 були неактивними з інших причин.

У 2010 році у муніципалітеті числилось 2760 оподаткованих домогосподарств, у яких проживали 7092,5 особи, медіана доходів виносила 25 431 євро на одного особоспоживача.

## Персоналії
В Овер-сюр-Уаз померли:
- 29 липня 1890 року нідерландський художник Вінсент ван Гог;
- Норберт Генетт — французький художник.

## Галерея зображень

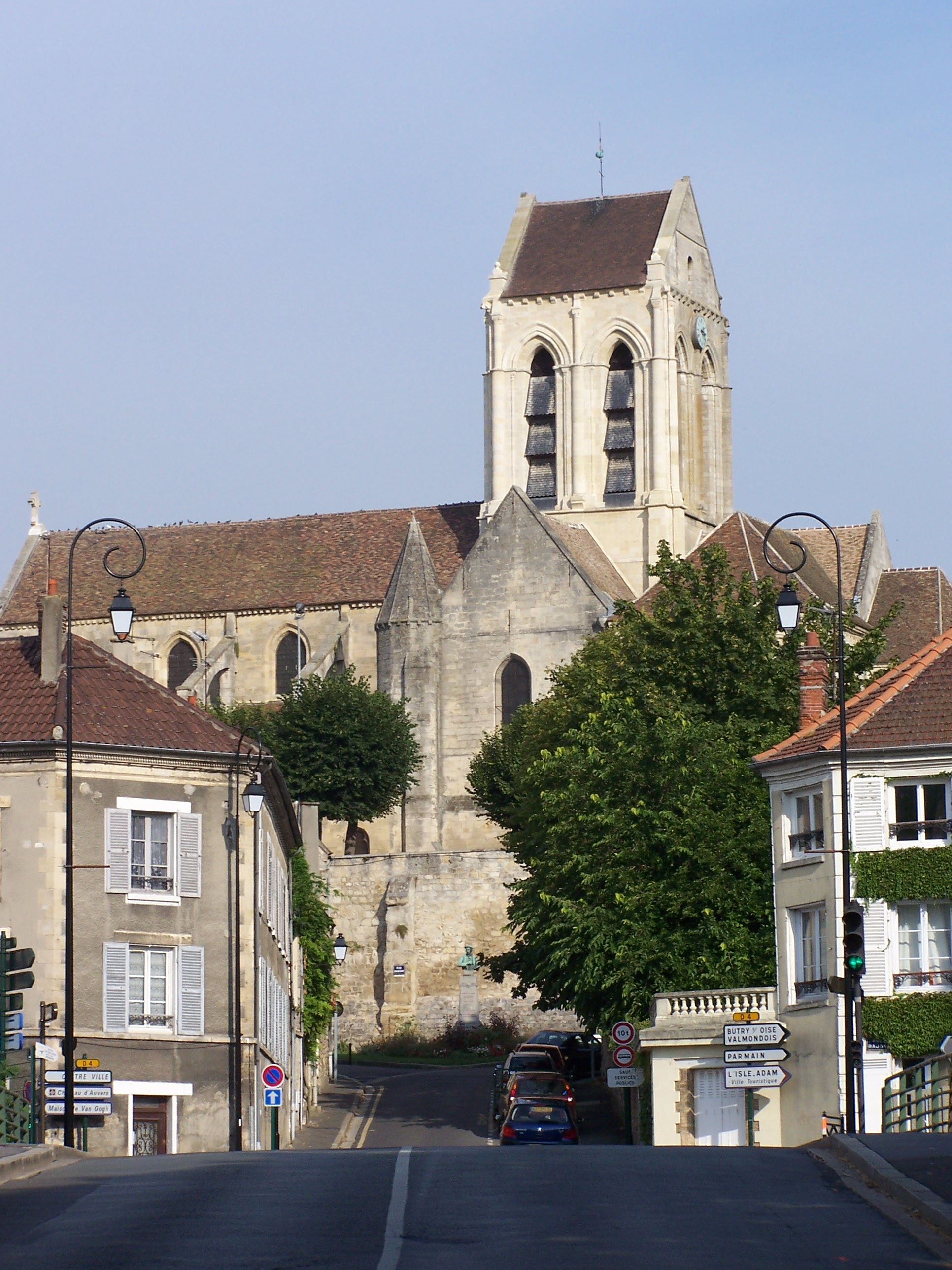
Церква Вознесіння Богородиці
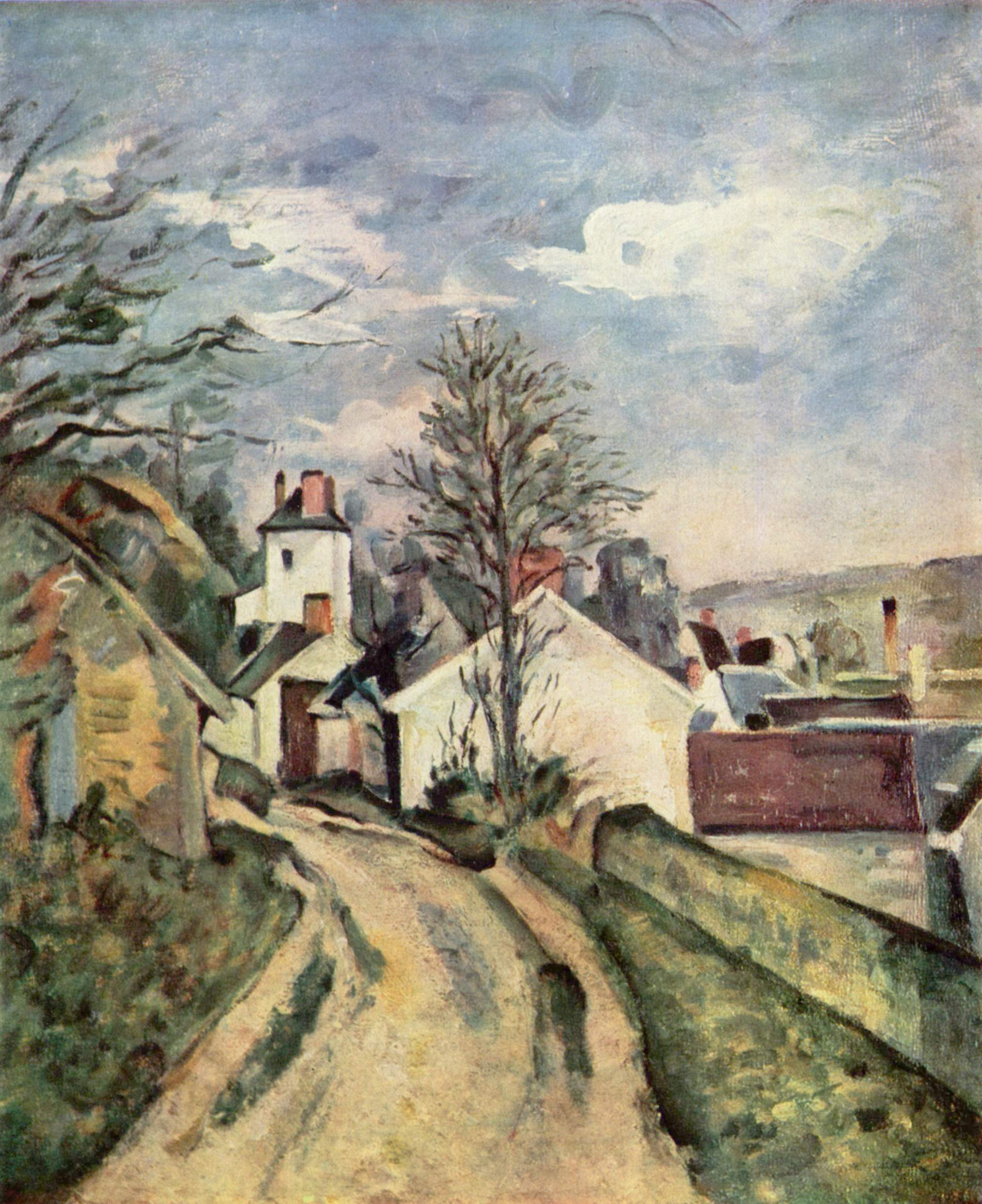
Поль Сезанн, Будинок лікаря Гаше.
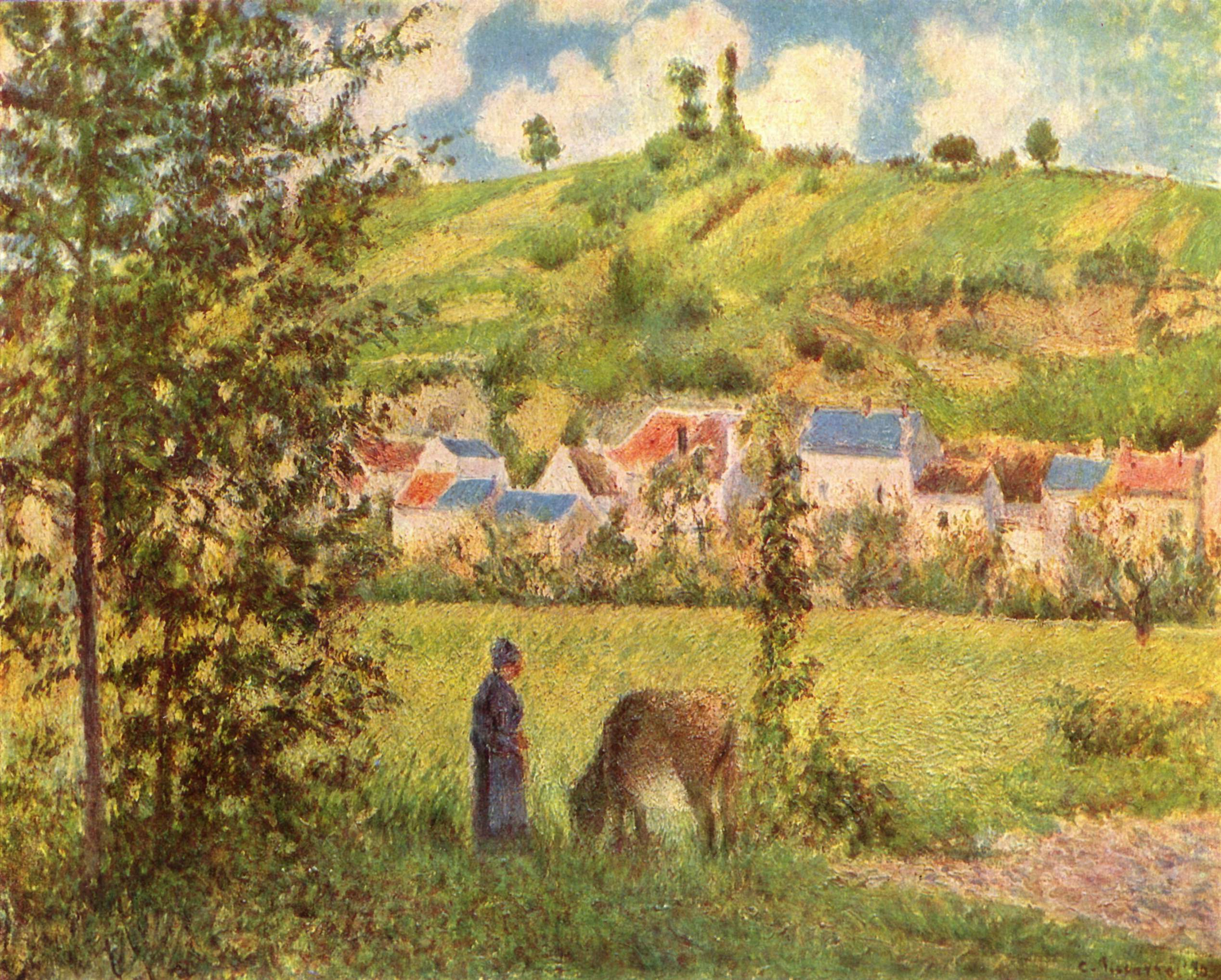
Каміль Піссарро, Пейзаж біля Валермей, 1880, Музей д'Орсе.
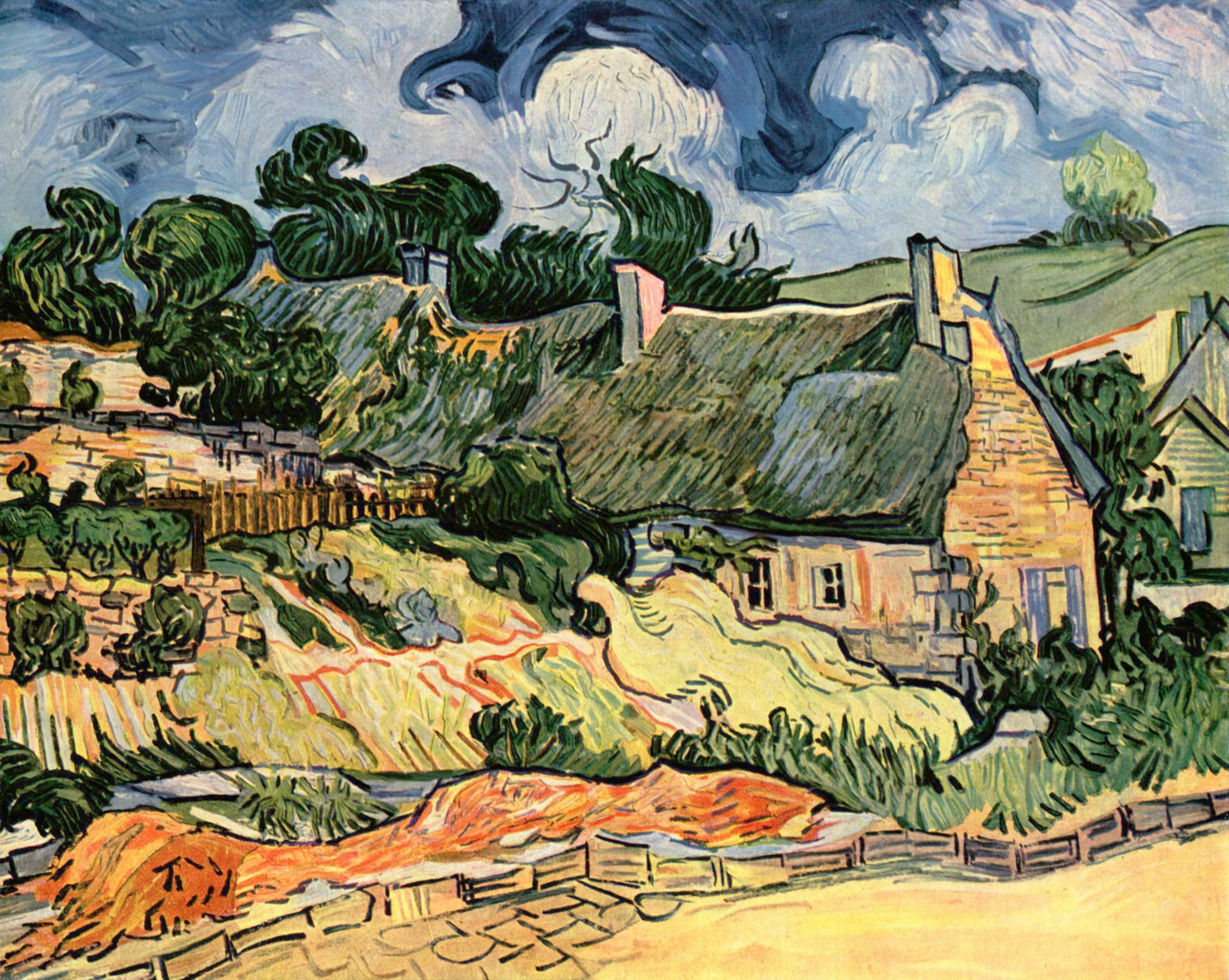
Ван Гог, Солом'яні дахи Кордевіля, 1890, Музей д'Орсе.
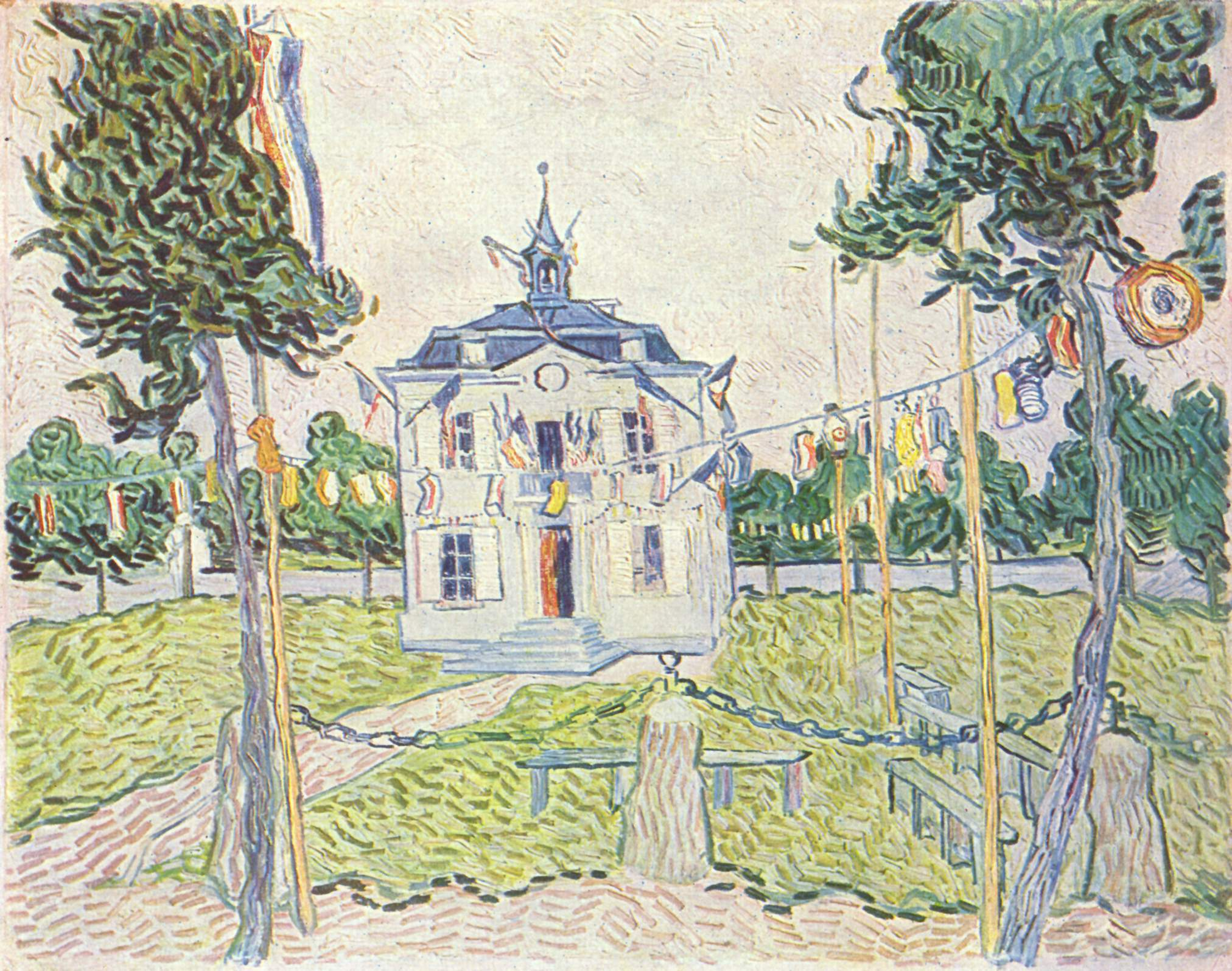
Ван Гог, Мерія
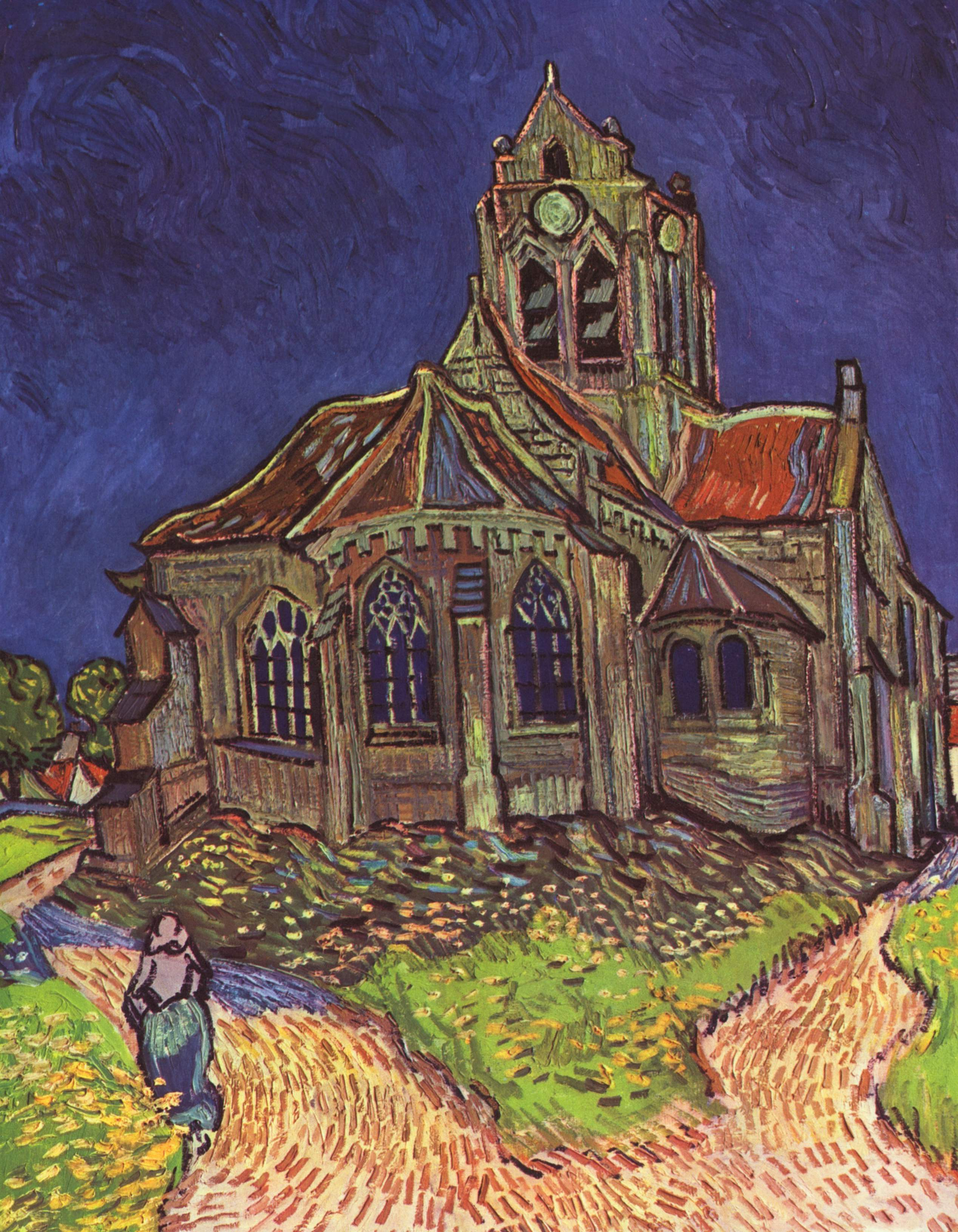
Церква на картині Ван Гога.
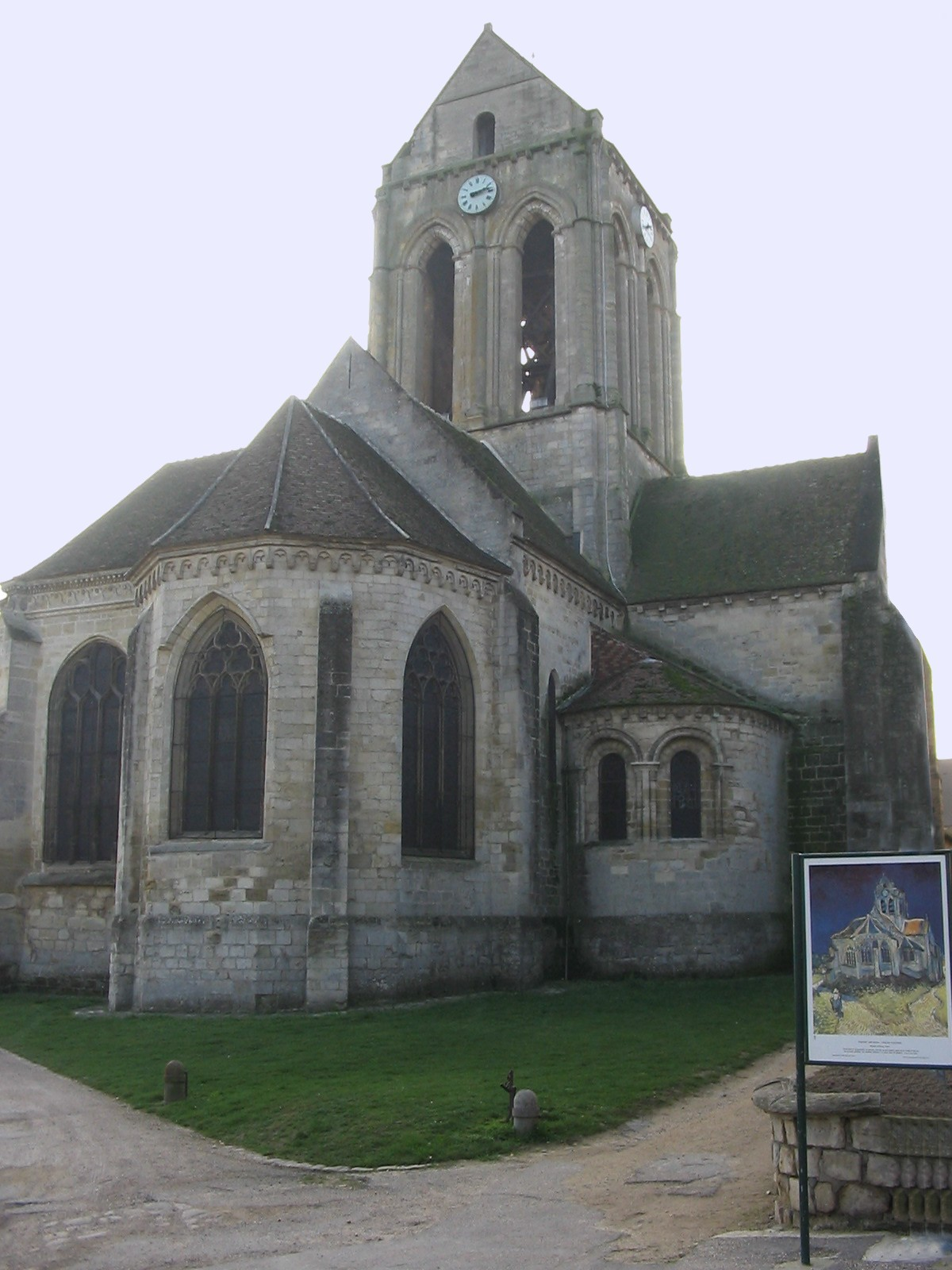
Церква
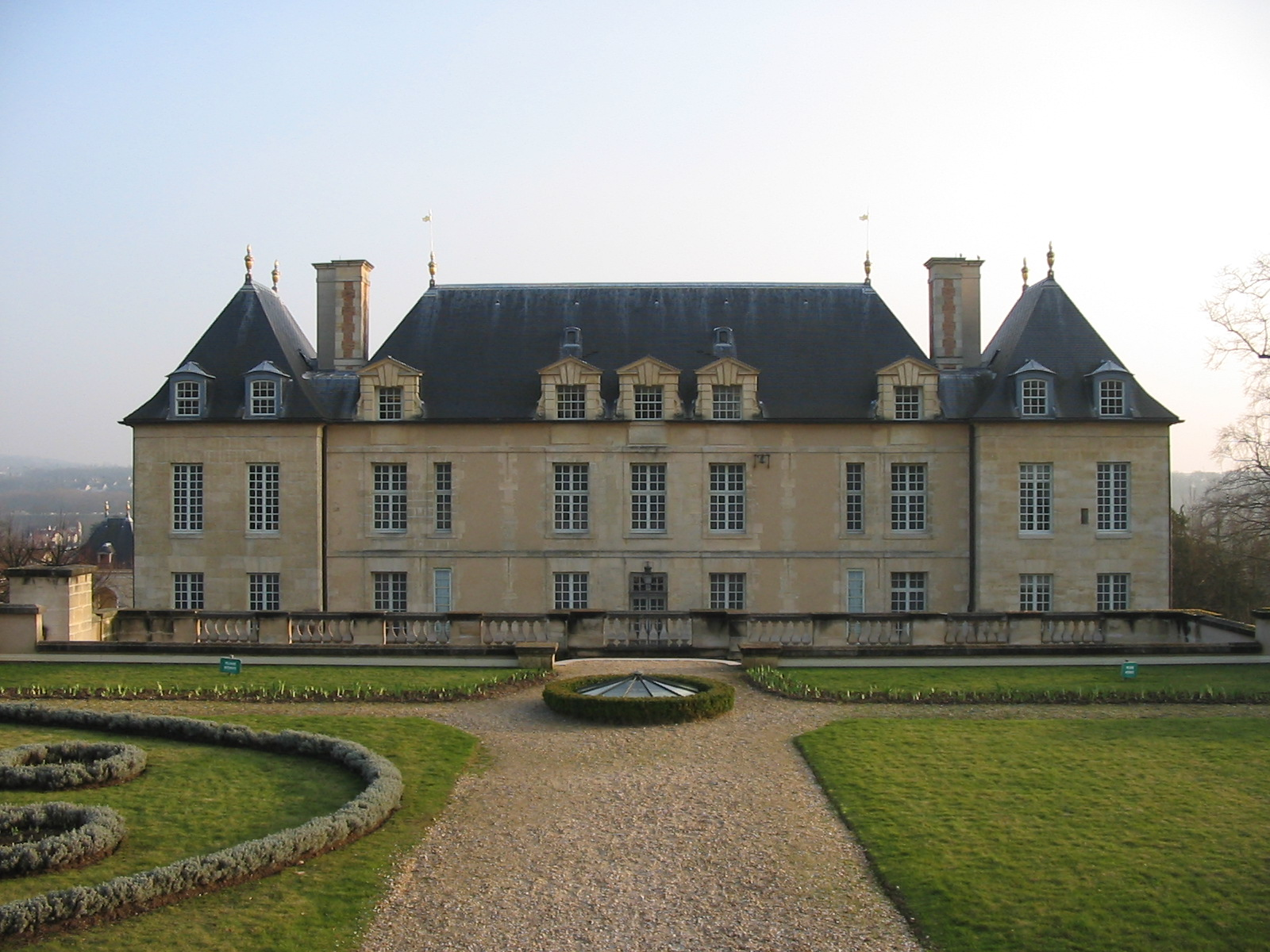
Оверський замок
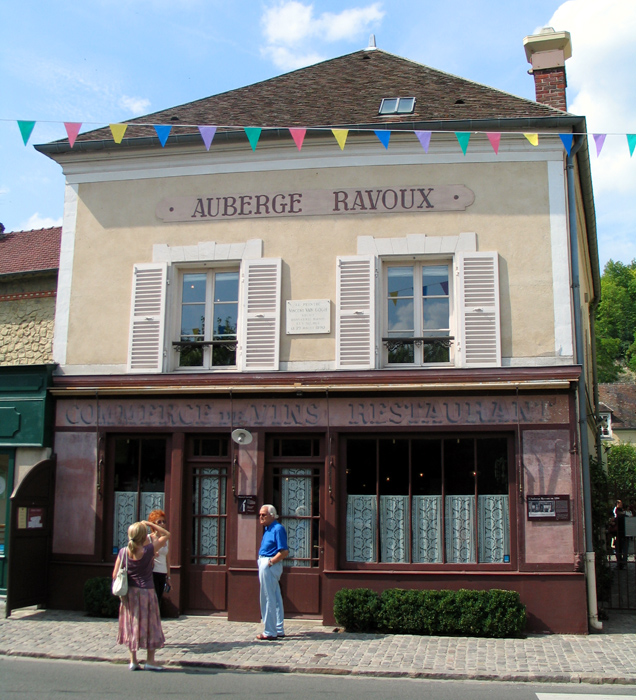
Заїжджий двір ’'Auberge Ravoux
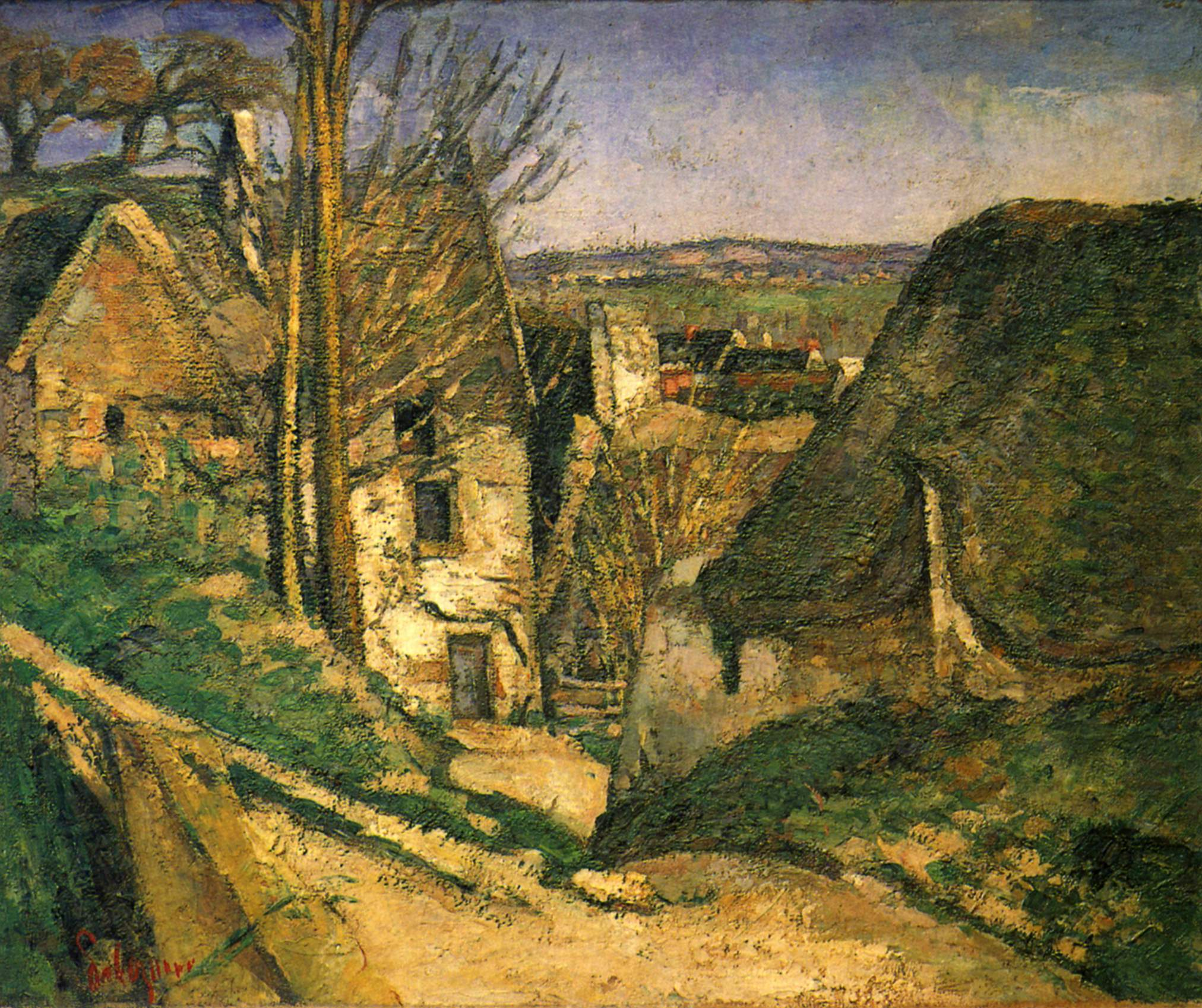
Сезанн, Дім повішеного
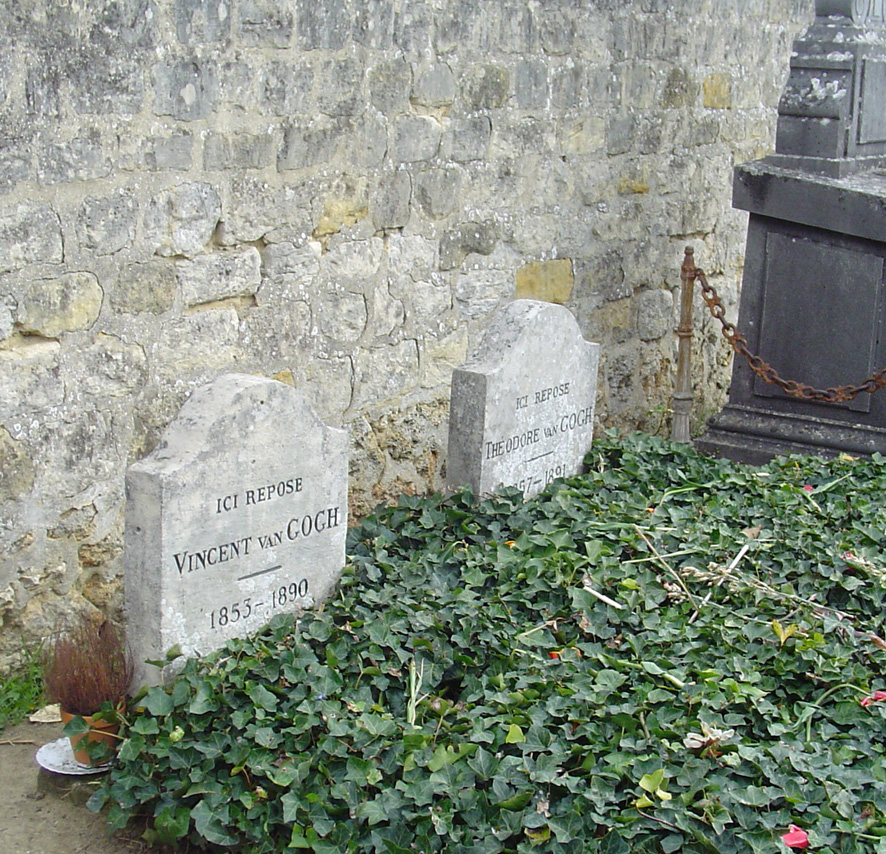
Могила братів ван Гог
Мерія сьогодні й на картині Ван Гога
Сходи в Овер-сюр-Уаз, сьогодні й на картині Ван Гога